# Brezje pod Nanosom
Brezje pod Nanosom – wieś w Słowenii, w gminie Postojna. W 2018 roku liczyła 50 mieszkańców.